# Carleton (Michigan)
Pour les articles homonymes, voir Carleton.
Carleton est un village du comté de Monroe, dans l'État du Michigan, aux États-Unis. En 2020, il comptait une population de 2 326 habitants.